# 硝酸レダクターゼ (シトクロム)
硝酸レダクターゼ (シトクロム)（nitrate reductase (cytochrome)）は、窒素代謝酵素の一つで、次の化学反応を触媒する酸化還元酵素である。
2 フェロシトクロム + 2 H+ + 硝酸 {\displaystyle \rightleftharpoons } 2 フェリシトクロム + 亜硝酸
反応式の通り、この酵素の基質はフェロシトクロムとH+と硝酸、生成物はフェリシトクロムと亜硝酸である。
組織名はferrocytochrome:nitrate oxidoreductaseで別名にrespiratory nitrate reductase、benzyl viologen-nitrate reductaseがある。